# Marineland (Antibes)
Marineland (Antibes) var ett delfinarium i Antibes i södra Frankrike. Ägare och grundare var greve Roland de la Poype, vars största passion var delfiner. Anläggningen stängdes 5 januari 2025.
Marineland, som ligger mellan Cannes och Nice (ital. Nizza) vid Côte d'Azur, har världens största delfinbassäng, 12 meter djup och med 44 miljoner liter vatten, och över 1,5 miljoner besökare per år.
Här lever bland andra valar späckhuggaren Wikie, hennes bror Inouk, halvbror Valentin och Valentins mor Freya, och Wikies son Moana. Sjölejon, hajar och delfinerna Ecume, Eclair, Alizé, Malou, Kaly, Lotty, Sharky, Fenix, Neo, Nala och Mila-Tami. 
Lotty, Sharky och Fenix kommer ifrån delfinariet på Kolmårdens djurpark i Östergötland. 
I anläggningen ingår också ett fjärilshus, golfbanor, en anläggning för parkens två isbjörnar, Flocke och Rasputin, en hajtunnel, olika akvarium med bland annat sköldpaddor, rockor och en pingvinanläggning. 
Det finns även en äventyrspark för barn.